# Mabra lacriphaga
Mabra lacriphaga là một loài bướm đêm trong họ Crambidae.